# 롯폰기잇초메역
롯폰기잇초메역(일본어: 六本木一丁目駅, ろっぽんぎいっちょうめえき)은 도쿄도 미나토구에 있는 철도역이다.
역 번호는 N 05이다.

## 역 구조
섬식 승강장 1면 2선의 지하역이며, 스크린도어가 설치되어 있다. 개찰구는 지하 2층, 플랫폼은 지하 4층에 있다. 지상과 지하는 엘리베이터, 에스컬레이터로 연결한다.

### 승강장
| 1 | ○ 난보쿠 선 | 나가타초・고마고메・아카바네이와부치・우라와미소노 방면 |
| 2 | ○ 난보쿠 선 | 시로카네타카나와・메구로・히요시 방면                   |

## 역 주변
- 히비야 선・오에도 선 롯폰기 역
- 주일 대사관
  -  스페인
  -  사우디아라비아
  -  스웨덴 (주일 스웨덴 대사관)
  -  미크로네시아 연방
- 아크 힐스
- 호텔 오쿠라 도쿄(Hotel Okura Tokyo)
- 롯폰기 T-Cube
- 롯폰기 25모리 빌딩
- 롯폰기 1빌딩 프라자
- 수도고속도로 도심 환상선, 수도고속도로 3호 시부야 선 - 다니마치 분기점
- 신한은행
- TV 아사히 본사
- TV 도쿄 본사

## 역사
- 2000년 9월 26일: 영업 개시.

## 인접역
| 도쿄 메트로 7호선          | 도쿄 메트로 7호선 | 도쿄 메트로 7호선                      |
| -------------------------- | ----------------- | -------------------------------------- |
| N04 아자부주반 메구로 방면 | 난보쿠 선         | N06 다메이케산노 아카바네이와부치 방면 |